# Ryuji Nagata
Ryuji Nagata (Nagasaki, 28 maart 1972) is een voormalig Japans voetballer.

## Carrière
Ryuji Nagata speelde tussen 1990 en 1997 voor Sanfrecce Hiroshima en Oita Trinity.

## Statistieken
| Japan   | Japan               | Japan               | League | League | Emperor's Cup | Emperor's Cup | J-League Cup | J-League Cup | Totaal | Totaal |
| Seizoen | Club                | League              | Wed.   | Goals  | Wed.          | Goals         | Wed.         | Goals        | Wed.   | Goals  |
| ------- | ------------------- | ------------------- | ------ | ------ | ------------- | ------------- | ------------ | ------------ | ------ | ------ |
| 1990/91 | Mazda               | JSL Division 2      | 0      | 0      | 0             | 0             | 0            | 0            | 0      | 0      |
| 1991/92 | Mazda               | JSL Division 1      | 0      | 0      |               |               | 0            | 0            | 0      | 0      |
| 1992    | Sanfrecce Hiroshima | J. League 1         | -      | -      | 0             | 0             | 0            | 0            | 0      | 0      |
| 1993    | Sanfrecce Hiroshima | J. League 1         | 1      | 0      | 0             | 0             | 0            | 0            | 1      | 0      |
| 1994    | Oita Trinity        | Prefectural Leagues |        |        |               |               |              |              |        |        |
| 1995    | Oita Trinity        | Regional Leagues    |        |        |               |               |              |              |        |        |
| 1996    | Oita Trinity        | Football League     | 28     | 1      |               |               |              |              | 28     | 1      |
| 1997    | Oita Trinity        | Football League     | 23     | 0      |               |               |              |              | 23     | 0      |
| Totaal  | Totaal              | Totaal              | 52     | 1      | 0             | 0             | 0            | 0            | 52     | 1      |